# Забарье
Забарье — посёлок в Гвардейском городском округе Калининградской области. До 2014 года входил в состав Славинского сельского поселения.

## История
Впервые Мотерау упоминается в 1361 году. В 1910 году в населенном пункте проживали 252 человека.
В 1946 году Мотерау был переименован в поселок Забарье.

## Население
| 2002 | 2010 |
| ---- | ---- |
| 112  | ↘94  |